# Kuźnica Strobińska
Kuźnica Strobińska est une localité polonaise de la gmina d'Osjaków, située dans le powiat de Wieluń en voïvodie de Łódź.